# Fonsol
Fonsol (in ungherese Fancsal; ... – dopo il 1138), fu un nobile ungherese che ricoprì la carica di palatino (in latino comes) almeno dal 1131 al 1138, durante il regno di Béla II d'Ungheria.

## Biografia
Fonsol era uno dei figli di un certo Bozeta (o Buzita) ed è plausibile che la nobile famiglia da cui discendesse possedesse delle terre nel comitato di Abaúj, nel nord-est dell'Ungheria, dal momento che lì vi si trovavano gli insediamenti eponimi di Buzita (l'odierna Buzica, in Slovacchia) e di Fancsal (nella moderna contea di Borsod-Abaúj-Zemplén).
Ebbero luogo delle violente epurazioni fra i sostenitori dei suoi predecessori per rafforzare l'autorità di Béla II poco dopo la sua incoronazione nel 1131; costretto a scegliere una fazione, Fonsol si schierò tra i nobili che espressero il loro disappunto nei confronti del regno di Stefano II prima del 1131. Poco dopo l'ascesa di Béla al trono ungherese, Fonsol fu nominato palatino d'Ungheria intorno al 1131. Viene per la prima volta menzionato con tale dignità quando il monarca giudicò una causa tra l'abbazia di Bakonybél e Opus, il conte (ispán) degli udvornici (gli uomini liberi del ceto medio del regno ungherese) di Pápa, a seguito di un processo investigativo condotto da un tribunale ad litem di cinque membri di cui Fonsol era membro.
Fonsol viene definito dalle fonti comes palatinus (1131), comes curialis (1137) e infine comes prefectus (1138). Per quanto riguarda gli ultimi due appellativi, gli storici Péter Váczy e Attila Zsoldos hanno ritenuto che si riferissero a quando Fonsol fu palatino, mentre altri storici, tra cui Tibor Szőcs, hanno sostenuto che Fonsol esercitasse già la funzione di giudice reale nel 1137. In quell'anno, Fonsol (Fanczellus) fece parte del seguito che accompagnò re Béla II in occasione della fondazione dell'abbazia benedettina di Csatár, come testimonia un documento di epoca successiva emesso da Géza II. Fonsol è menzionato per l'ultima volta come palatino nel 1138, quando fu presente al capitolo di Dömös in occasione della conferma dei suoi privilegi da parte di Béla II. La sua sorte è sconosciuta. Intorno al 1165, un certo comes Fonsol è menzionato come membro della corte reale di Stefano III.